# NGC 3799
NGC 3799 is een balkspiraalstelsel in het sterrenbeeld Leeuw. Het hemelobject werd op 21 april 1832 ontdekt door de Britse astronoom John Herschel.

## Synoniemen
- UGC 6630
- KCPG 296A
- MCG 3-30-37
- Arp 83
- ZWG 97.47
- VV 350
- KUG 1137+156A
- PGC 36193